# Haidhausen-Museum

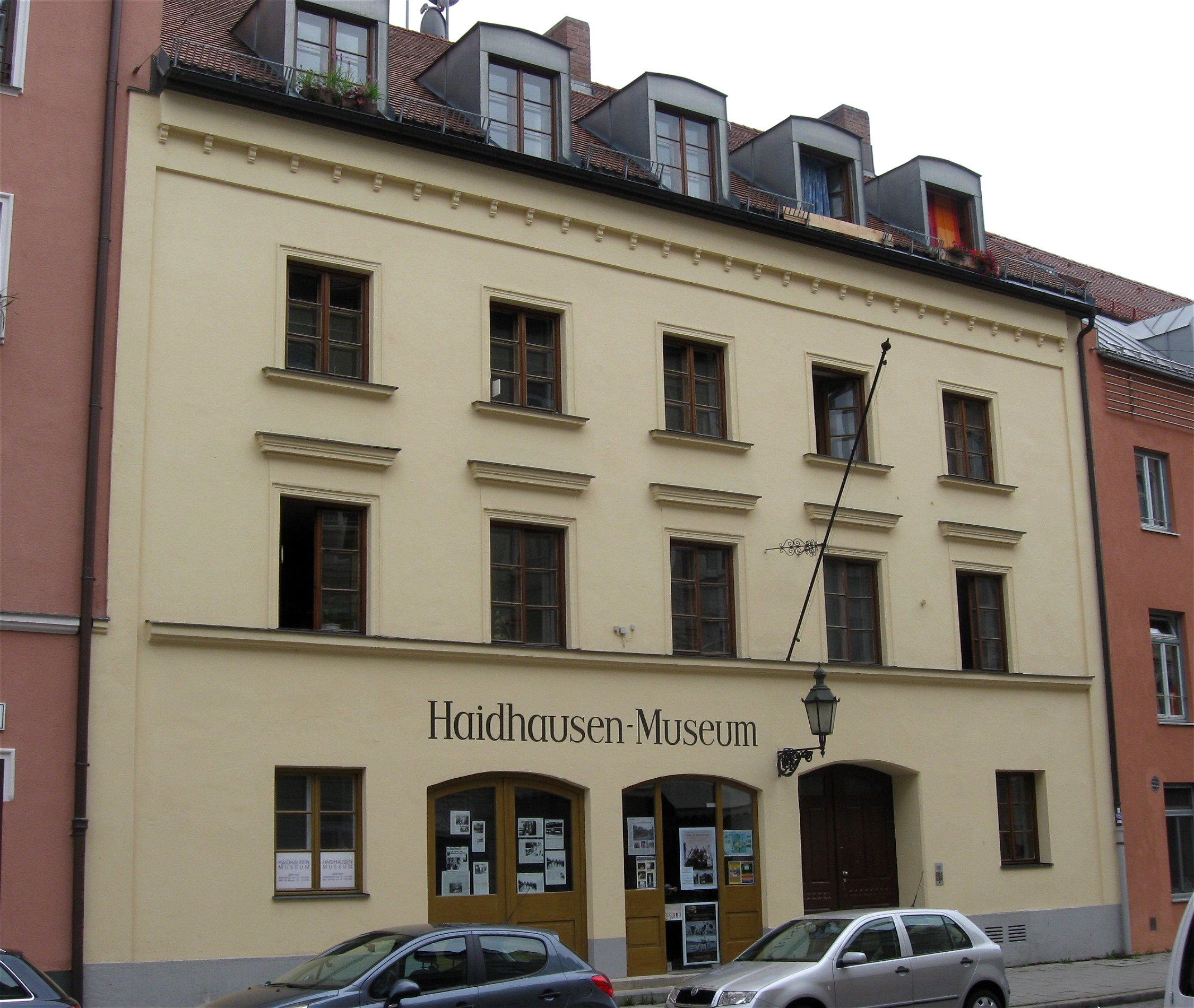
Haidhausen-Museum

Das Haidhausen-Museum ist das Stadtteilmuseum von Haidhausen in München.
Das Museum wurde 1977 von Hermann Wilhelm gegründet, wird privat betrieben und vom Kulturreferat der Stadt München unterstützt. Pro Jahr werden zwei bis vier Wechselausstellungen zu Kultur und Geschichte des Stadtviertels gezeigt, so gab es Ausstellungen zum Volksfest Auer Dult oder den Ludwigsbrücken, die eine entscheidende Rolle bei der Stadtgründung Münchens spielten.
Das Museumsgebäude steht in der Kirchenstraße in der Gegend der frühesten Bebauung Haidhausens zwischen Neuer und Alter Pfarrkirche St. Johann Baptist mit dem Haidhauser Friedhof. Das denkmalgeschützte, dreigeschossige Gebäude wurde 1862 im klassizistischen Stil errichtet. Ab 1985 beherbergte es neben dem Museum das Kinderkino KiM (Kino im Museum), bis dieses 1998 in das Kulturzentrum Einstein umzog, in dem sich auch der Jazzclub Unterfahrt befindet.